# Krötennest
Krötennest ist ein Gemeindeteil des Marktes Mainleus im Landkreis Kulmbach (Oberfranken, Bayern). Krötennest liegt in der Gemarkung Lopp.

## Geografie
Der Weiler liegt am rechten Ufer des Lopper Baches, eines Fließgewässers, das im Nordosten von Oberfranken entspringt und zum Flusssystem des Mains gehört. Am linken Ufer des Baches und unmittelbar gegenüber dem Weiler liegt Weihermühle, das ebenfalls zum Markt Mainleus gehört. Die weiteren Nachbarorte sind Steinsorg im Norden, Bechtelsreuth und Wüstenbuchau im Nordosten, Gundersreuth im Osten, Dörnhof, Peesten und Lichtentanne im Südosten, Lopp im Süden, Pöhl und Wüstendorf im Südwesten sowie Buchau und Dörfles im Nordwesten. Der Weiler ist von dem fünfeinhalb Kilometer entfernten Mainleus aus zunächst über die Kreisstraße KU 6 und dann über die von dieser abzweigende Kreisstraße KU 32 sowie einen Anliegerweg erreichbar.

## Geschichte
Bis zur Gebietsreform in Bayern war Krötennest ein Gemeindeteil der Gemeinde Lopp im Altlandkreis Kulmbach. Die Gemeinde Lopp hatte 1961 insgesamt 226 Einwohner, davon sieben in Krötennest. Als die Gemeinde Lopp zu Beginn der bayerischen Gebietsreform am 1. Januar 1972 aufgelöst wurde, wurde Krötennest zu einem Gemeindeteil des Marktes Mainleus.